# USS McCook (DD-496)
Pour les autres navires du même nom, voir USS McCook.
L'USS McCook (DD-496/DMS-36) est un destroyer de classe Gleaves en service dans la Marine des États-Unis pendant la Seconde Guerre mondiale. Il fut le deuxième navire nommé en l'honneur du commander Roderick S. McCook (en), un officier de l'Union Navy pendant la guerre de Sécession.
Sa quille est posée le 1er mai 1941 au chantier naval Seattle-Tacoma Shipbuilding Corporation de Seattle, dans l'État de Washington. Il est lancé le 30 avril 1942, parrainé par Mme Reed Knox (petite-fille du commander McCook), et mis en service le 15 mars 1943 sous le commandement du lieutenant commander S. G. Anderson.

## Historique
Après une série d’entraînements en mer, il escorte de nombreux convois de ravitaillement vers l'Afrique du Nord ainsi que le porte-avions Wasp en patrouille inaugurale dans l’Atlantique. Le 18 avril 1944, il intègre le Task Group 27.8 à Plymouth dans le cadre de la préparation de l’opération Neptune. Le 28 mai, il est pris pour cible lors d’un raid aérien allemand qui ne fait que des dégâts matériels et l’état-major allié hésite à l’employer pour l’invasion de la Normandie : finalement, grâce aux efforts de l’équipage du navire ravitailleur l’USS Melville, il peut être réparer à temps.

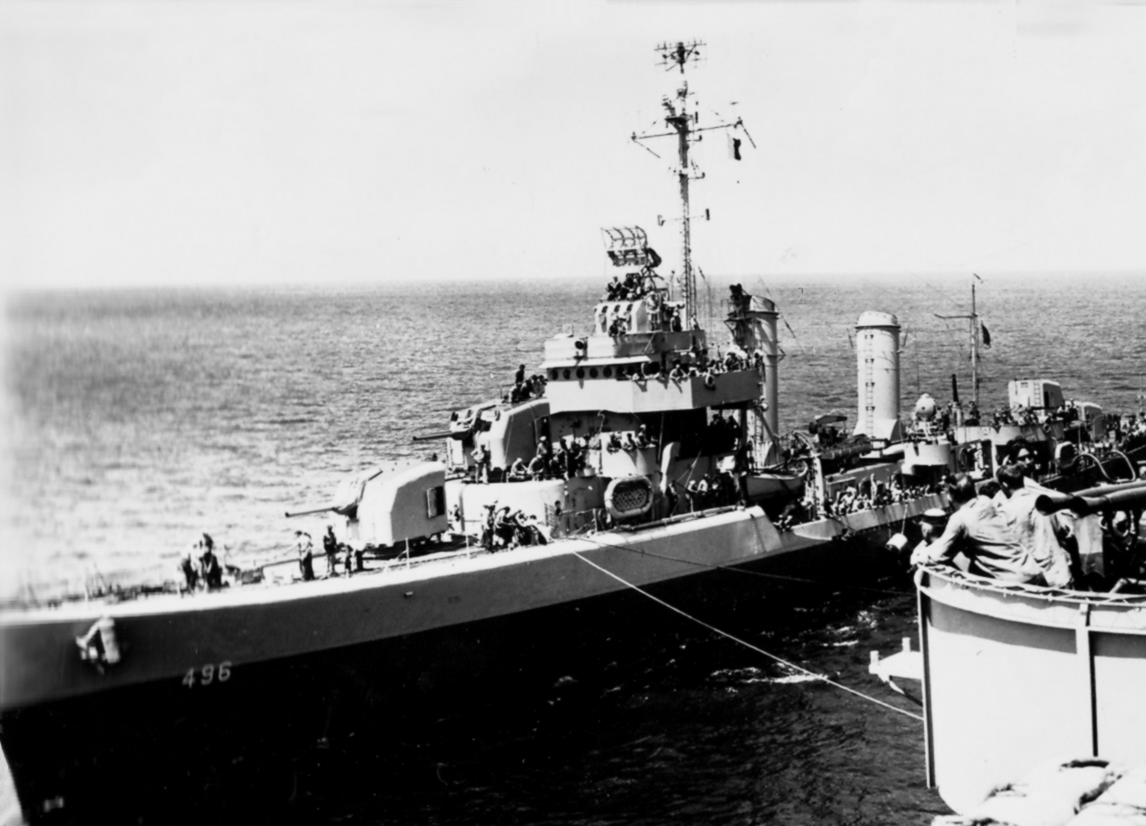
Le McCook aux côtés d'un porte-avions dans l'Atlantique, circa 1943.

Escortant les bâtiments de la 18e escadre de destroyers et les navires de transport de la force navale "O" en direction d'Omaha Beach, il participe à l’aube du 6 juin 1944 le bombardement des positions allemandes qui lui sont dédiées entre Vierville-sur-Mer et la Pointe du Hoc. Vers 06 h 16, il neutralise trois bunkers et treize emplacements de mitrailleuses allemandes. Par la suite, il engage de nouvelles positions adverses découvertes au fil de la journée : sept bunkers, huit emplacement pour pièce antichar et dix maisons dans lesquelles des Allemands sont repérés. L’USS McCook reste engagé au large des côtes normandes jusqu'au 14 juillet, date à laquelle il rejoint la Méditerranée.
Quatre jours plus tard, il se dirige vers Bizerte en escortant un convoi de LST et LCI. Après un passage à Mers-el-Kebir début août, le destroyer rejoint Naples où il rejoint les forces se rassemblant pour l'opération Anvil, l'invasion du sud de la France. Le 13 août, il fait route vers la France qu'il atteint le lendemain, opérant au sud de Toulon durant 35 jours.
Le McCook fait route vers les États-Unis et arrive à New York le 3 octobre, opérant au large de la côte est jusqu'à la fin de l'année. Après plusieurs missions de convoyage transatlantique jusqu'en mai 1945, il entre en cale sèche au Philadelphia Naval Shipyard afin d'être transformé en destroyer-dragueur de mines. L'immatriculation DMS-36 lui est affecté le 30 mai 1945.
Sa conversion s’achève le 12 juillet. Il effectue des exercices de dragage de mines jusqu'au 12 août, rejoignant ensuite le Pacifique occidental.
Après la guerre, il réalise des opérations de déminage en mer Jaune puis effectue une série d’exercices, notamment le long de la côte est des États-Unis. Le 27 mai 1949, il est désarmé puis amarré à San Diego dans le cadre de l'US Navy reserve fleets. Reclassé DD-496 le 15 juillet 1955, le McCook est radié des registres le 15 janvier 1972. Il est vendu le 27 août 1973 pour démolition.

## Décorations
Le McCook a reçu trois Battles star pour son service dans la Seconde Guerre mondiale.

## Commandement
- Lieutenant commander Samuel Clay Anderson du 15 mars 1943 à février 1944.
- Lieutenant commander Ralph Lester Ramey de février 1944 à décembre 1944.
- Lieutenant commander Charles Moore Cassel, Jr. de décembre 1944 à novembre 1945.